# Zygophlebius leoninus
Zygophlebius leoninus là một loài côn trùng trong họ Psychopsidae thuộc bộ Neuroptera. Loài này được Navás miêu tả năm 1910.